# شلال برايدالفيل

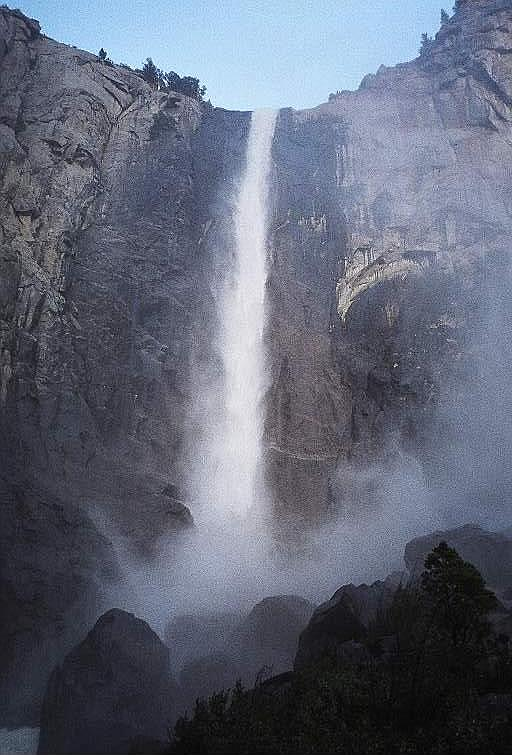
قاعدة شلال برايدالفيل

شلال برايدال ڤيل (بالإنجليزية: Bridalveil Fall)‏ هو شلال يقع في يوزيميت في ولاية كاليفورنيا الأمريكية يبلغ ارتفاع الشلال حوالي 188 متراً ويستمر على مدار السنة. يعتبر في مرتبة ال431 عالمياً من حيث الارتفاع.